# Rabbah bar Rab Huna
Rabbah bar Rab Huna (Rabba bar Huna; gestorben 322) war ein Amoräer der 3. Generation in Babylonien.
Nach dem Tode Chisdas war er dreizehn Jahre wichtigster Lehrer in Sura.
Er starb im Jahre 322. Sein Leichnam wurde nach Palästina überführt.